# Surpresa

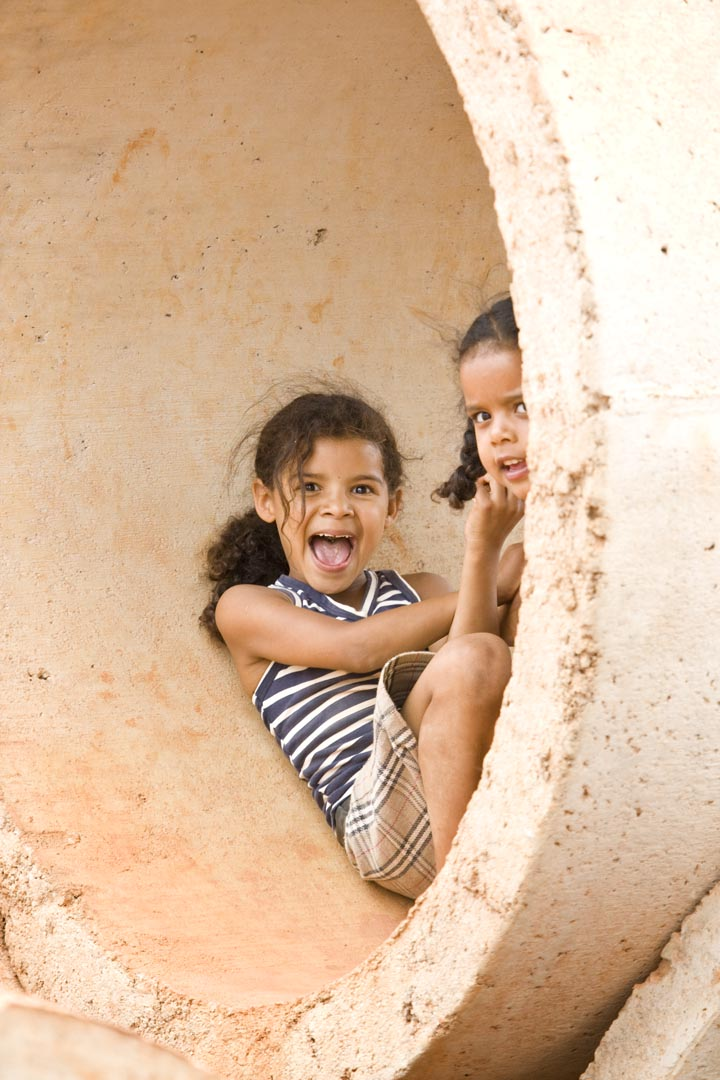
Crianças surpresas ao serem fotografadas.

A surpresa pode ser um sentimento de reação relativo a um acontecimento inesperado. Pode se manifestar a partir de impulsos nervosos com manifestações químicas (com a liberação de adrenalina) e físicas, aumentando o ritmo cardíaco e impulsionando a pessoa ter alguma reação corporal.
A surpresa é uma emoção básica, que tem a especificidade de poder ser percepcionada pelo indivíduo como positiva ou negativa, dependendo da forma e conteúdo que lhe deu origem por um lado e das expectativas ou situação concreta em que o indivíduo se encontra, por outro.